# Giải vô địch bóng đá thế giới 2030
Giải vô địch bóng đá thế giới 2030 (tên chính thức là 2030 FIFA World Cup) sẽ là giải vô địch bóng đá thế giới lần thứ 24 được tổ chức với 48 đội tham dự từ các đội tuyển bóng đá nam của các hiệp hội thành viên FIFA. Giải vô địch bóng đá thế giới 2030 sẽ đánh dấu kỷ niệm 100 năm kỳ World Cup đầu tiên. Lần đầu tiên, ba quốc gia từ hai châu lục sẽ đăng cai giải đấu, với Tây Ban Nha, Bồ Đào Nha và Maroc là 3 quốc gia chủ nhà, trong đó Tây Ban Nha lần thứ hai đăng cai giải đấu này sau lần đầu là vào năm 1982, cũng là lần đầu tiên Bồ Đào Nha và Maroc tổ chức giải, Maroc trở thành quốc gia châu Phi thứ hai đăng cai giải đấu này sau World Cup 2010 tại Nam Phi và cũng là quốc gia Ả Rập thứ hai đăng cai giải đấu này sau World Cup 2022 ở Qatar. Ngoài ra, Argentina, Paraguay và Uruguay cũng sẽ đóng vai trò là đồng chủ nhà đăng cai 3 trận đấu khai mạc của giải đấu.

## Lựa chọn chủ nhà
FIFA khởi động quy trình đấu thầu nghiêm túc vào năm 2022. Với tư cách là chủ nhà của các giải đấu 2022 và 2026, Giải vô địch bóng đá thế giới 2030 không thể được tổ chức bởi một thành viên của AFC của châu Á hoặc CONCACAF của Bắc Mỹ.
Chủ nhà phải có ít nhất 14 sân vận động có chỗ ngồi với sức chứa 40.000 người, trong đó có tối thiểu 7 sân vận động đã tồn tại từ trước. Trận khai mạc và trận chung kết phải diễn ra ở sân vận động có sức chứa 80.000 chỗ ngồi, còn trận bán kết phải diễn ra ở sân vận động có sức chứa 60.000 chỗ ngồi. Chủ nhà cũng phải có ít nhất 72 lựa chọn địa điểm tập luyện phù hợp cho trại căn cứ của các đội, bốn lựa chọn địa điểm tập luyện theo địa điểm cụ thể phù hợp cho mỗi sân vận động, ngoài hai lựa chọn địa điểm tập luyện ở trại căn cứ trọng tài phù hợp, tất cả đều có chỗ ở phù hợp. Hội đồng FIFA cũng quy định các yêu cầu liên quan đến địa điểm phát sóng, các địa điểm tổ chức sự kiện liên quan đến thi đấu cũng như chỗ ở. Ngoài ra, sự bền vững, bảo vệ môi trường và nhân quyền cũng sẽ là những yếu tố được hội đồng xem xét, cùng với sự hỗ trợ của chính phủ, mô hình tổ chức được sử dụng, bên cạnh các quy định về việc thành lập một "quỹ kế thừa".
Sau hai năm thảo luận giữa Liên đoàn bóng đá Tây Ban Nha và Liên đoàn bóng đá Bồ Đào Nha,  hai liên đoàn đã công bố vào tháng 10 năm 2020 kế hoạch nộp hồ sơ dự thầu chung. Thỏa thuận này đã được chủ tịch của cả hai liên đoàn phê chuẩn vào tháng 6 năm sau, và nhận được sự ủng hộ từ phê duyệt quốc gia và chính phủ của cả hai nước. Hiệp hội bóng đá Ukraina đã tham gia vào tháng 10 năm 2022 với tư cách là chủ nhà tiềm năng cho các trận đấu vòng bảng trong suốt giải đấu, bất chấp chiến dịch xâm lược Ukraina đang diễn ra từ Nga. Được hỗ trợ bởi CAF, Liên đoàn bóng đá Hoàng gia Maroc, đơn vị đã độc lập tuyên bố ý định đấu thầu, cũng tham gia đấu thầu của Tây Ban Nha và Bồ Đào Nha vào tháng 3 năm 2023.
Tây Ban Nha đăng cai World Cup 1982, Euro 1964 và đồng đăng cai Euro 2020, Bồ Đào Nha đăng cai Euro 2004, Ukraina đồng đăng cai Euro 2012, trong khi Maroc đăng cai Cúp châu Phi 1988 và 2022 dành cho nữ. 15 địa điểm tiềm năng trên 13 thành phố ở bán đảo Iberia và Quần đảo Canary đã được đưa vào danh sách rút gọn với mục đích chọn xuống còn 11 địa điểm cho giải đấu; Sân vận động Santiago Bernabéu ở Madrid có thể tổ chức trận khai mạc và trận chung kết của giải đấu. 6 địa điểm ở Maroc đã được chọn để đấu thầu, bao gồm 5 địa điểm hiện có và một địa điểm mới, Sân vận động có sức chứa 93.000 chỗ ngồi. Fouzi Lekjaa, chủ tịch Liên đoàn bóng đá Hoàng gia Maroc cho biết ý định tổ chức trận chung kết ở Casablanca. Ông nói thêm rằng ba liên đoàn Maroc, Tây Ban Nha và Bồ Đào Nha sẽ triệu tập vào ngày 18 tháng 10 để thảo luận về lịch thi đấu các trận đấu tại World Cup.

## Địa điểm thi đấu tiềm năng
† biểu thị sân vận động được sử dụng cho giải đấu trước đây (chỉ ở Tây Ban Nha).
⋆ sân vận động dự kiến được xây dựng.
+ sân vận động sẽ được cải tạo.

### Được chỉ định
| Barcelona                                   | Barcelona | Madrid | Madrid | Lisbon | Lisbon                        |
| ------------------------------------------- | --- | --- | --- | --- | ----------------------------- |
| Camp Nou +                                  | Sân vận động RCDE | Santiago Bernabéu + | Sân vận động Metropolitano | Estádio da Luz | Sân vận động José Alvalade    |
| Sức chứa: 99,354 Nâng cấp lên: 105,000      | Sức chứa: 40,000 | Sức chứa: 81,044 | Sức chứa: 70,460 | Sức chứa: 64,642 | Sức chứa: 50,095              |
|                                             | | | | |                               |
| Valencia                                    | BarcelonaBilbaoMadridSevilleValenciaLisbonPortoSan SebastianVigoZaragozaMálagaMurciaLa CoruñaGijónGiải vô địch bóng đá thế giới 2030 (Iberia) CasablancaRabatAgadirMarrakeshFezTangier Địa điểm thi đấu Spain-Portugal-Morocco 2030 (Maroc) | BarcelonaBilbaoMadridSevilleValenciaLisbonPortoSan SebastianVigoZaragozaMálagaMurciaLa CoruñaGijónGiải vô địch bóng đá thế giới 2030 (Iberia) CasablancaRabatAgadirMarrakeshFezTangier Địa điểm thi đấu Spain-Portugal-Morocco 2030 (Maroc) | BarcelonaBilbaoMadridSevilleValenciaLisbonPortoSan SebastianVigoZaragozaMálagaMurciaLa CoruñaGijónGiải vô địch bóng đá thế giới 2030 (Iberia) CasablancaRabatAgadirMarrakeshFezTangier Địa điểm thi đấu Spain-Portugal-Morocco 2030 (Maroc) | BarcelonaBilbaoMadridSevilleValenciaLisbonPortoSan SebastianVigoZaragozaMálagaMurciaLa CoruñaGijónGiải vô địch bóng đá thế giới 2030 (Iberia) CasablancaRabatAgadirMarrakeshFezTangier Địa điểm thi đấu Spain-Portugal-Morocco 2030 (Maroc) | Seville                       |
| Nou Mestalla +                              | BarcelonaBilbaoMadridSevilleValenciaLisbonPortoSan SebastianVigoZaragozaMálagaMurciaLa CoruñaGijónGiải vô địch bóng đá thế giới 2030 (Iberia) CasablancaRabatAgadirMarrakeshFezTangier Địa điểm thi đấu Spain-Portugal-Morocco 2030 (Maroc) | BarcelonaBilbaoMadridSevilleValenciaLisbonPortoSan SebastianVigoZaragozaMálagaMurciaLa CoruñaGijónGiải vô địch bóng đá thế giới 2030 (Iberia) CasablancaRabatAgadirMarrakeshFezTangier Địa điểm thi đấu Spain-Portugal-Morocco 2030 (Maroc) | BarcelonaBilbaoMadridSevilleValenciaLisbonPortoSan SebastianVigoZaragozaMálagaMurciaLa CoruñaGijónGiải vô địch bóng đá thế giới 2030 (Iberia) CasablancaRabatAgadirMarrakeshFezTangier Địa điểm thi đấu Spain-Portugal-Morocco 2030 (Maroc) | BarcelonaBilbaoMadridSevilleValenciaLisbonPortoSan SebastianVigoZaragozaMálagaMurciaLa CoruñaGijónGiải vô địch bóng đá thế giới 2030 (Iberia) CasablancaRabatAgadirMarrakeshFezTangier Địa điểm thi đấu Spain-Portugal-Morocco 2030 (Maroc) | La Cartuja                    |
| Sức chứa: 70,000                            | BarcelonaBilbaoMadridSevilleValenciaLisbonPortoSan SebastianVigoZaragozaMálagaMurciaLa CoruñaGijónGiải vô địch bóng đá thế giới 2030 (Iberia) CasablancaRabatAgadirMarrakeshFezTangier Địa điểm thi đấu Spain-Portugal-Morocco 2030 (Maroc) | BarcelonaBilbaoMadridSevilleValenciaLisbonPortoSan SebastianVigoZaragozaMálagaMurciaLa CoruñaGijónGiải vô địch bóng đá thế giới 2030 (Iberia) CasablancaRabatAgadirMarrakeshFezTangier Địa điểm thi đấu Spain-Portugal-Morocco 2030 (Maroc) | BarcelonaBilbaoMadridSevilleValenciaLisbonPortoSan SebastianVigoZaragozaMálagaMurciaLa CoruñaGijónGiải vô địch bóng đá thế giới 2030 (Iberia) CasablancaRabatAgadirMarrakeshFezTangier Địa điểm thi đấu Spain-Portugal-Morocco 2030 (Maroc) | BarcelonaBilbaoMadridSevilleValenciaLisbonPortoSan SebastianVigoZaragozaMálagaMurciaLa CoruñaGijónGiải vô địch bóng đá thế giới 2030 (Iberia) CasablancaRabatAgadirMarrakeshFezTangier Địa điểm thi đấu Spain-Portugal-Morocco 2030 (Maroc) | Sức chứa: 60,721              |
|                                             | BarcelonaBilbaoMadridSevilleValenciaLisbonPortoSan SebastianVigoZaragozaMálagaMurciaLa CoruñaGijónGiải vô địch bóng đá thế giới 2030 (Iberia) CasablancaRabatAgadirMarrakeshFezTangier Địa điểm thi đấu Spain-Portugal-Morocco 2030 (Maroc) | BarcelonaBilbaoMadridSevilleValenciaLisbonPortoSan SebastianVigoZaragozaMálagaMurciaLa CoruñaGijónGiải vô địch bóng đá thế giới 2030 (Iberia) CasablancaRabatAgadirMarrakeshFezTangier Địa điểm thi đấu Spain-Portugal-Morocco 2030 (Maroc) | BarcelonaBilbaoMadridSevilleValenciaLisbonPortoSan SebastianVigoZaragozaMálagaMurciaLa CoruñaGijónGiải vô địch bóng đá thế giới 2030 (Iberia) CasablancaRabatAgadirMarrakeshFezTangier Địa điểm thi đấu Spain-Portugal-Morocco 2030 (Maroc) | BarcelonaBilbaoMadridSevilleValenciaLisbonPortoSan SebastianVigoZaragozaMálagaMurciaLa CoruñaGijónGiải vô địch bóng đá thế giới 2030 (Iberia) CasablancaRabatAgadirMarrakeshFezTangier Địa điểm thi đấu Spain-Portugal-Morocco 2030 (Maroc) |                               |
| Bilbao                                      | BarcelonaBilbaoMadridSevilleValenciaLisbonPortoSan SebastianVigoZaragozaMálagaMurciaLa CoruñaGijónGiải vô địch bóng đá thế giới 2030 (Iberia) CasablancaRabatAgadirMarrakeshFezTangier Địa điểm thi đấu Spain-Portugal-Morocco 2030 (Maroc) | BarcelonaBilbaoMadridSevilleValenciaLisbonPortoSan SebastianVigoZaragozaMálagaMurciaLa CoruñaGijónGiải vô địch bóng đá thế giới 2030 (Iberia) CasablancaRabatAgadirMarrakeshFezTangier Địa điểm thi đấu Spain-Portugal-Morocco 2030 (Maroc) | BarcelonaBilbaoMadridSevilleValenciaLisbonPortoSan SebastianVigoZaragozaMálagaMurciaLa CoruñaGijónGiải vô địch bóng đá thế giới 2030 (Iberia) CasablancaRabatAgadirMarrakeshFezTangier Địa điểm thi đấu Spain-Portugal-Morocco 2030 (Maroc) | BarcelonaBilbaoMadridSevilleValenciaLisbonPortoSan SebastianVigoZaragozaMálagaMurciaLa CoruñaGijónGiải vô địch bóng đá thế giới 2030 (Iberia) CasablancaRabatAgadirMarrakeshFezTangier Địa điểm thi đấu Spain-Portugal-Morocco 2030 (Maroc) | Porto                         |
| San Mamés                                   | BarcelonaBilbaoMadridSevilleValenciaLisbonPortoSan SebastianVigoZaragozaMálagaMurciaLa CoruñaGijónGiải vô địch bóng đá thế giới 2030 (Iberia) CasablancaRabatAgadirMarrakeshFezTangier Địa điểm thi đấu Spain-Portugal-Morocco 2030 (Maroc) | BarcelonaBilbaoMadridSevilleValenciaLisbonPortoSan SebastianVigoZaragozaMálagaMurciaLa CoruñaGijónGiải vô địch bóng đá thế giới 2030 (Iberia) CasablancaRabatAgadirMarrakeshFezTangier Địa điểm thi đấu Spain-Portugal-Morocco 2030 (Maroc) | BarcelonaBilbaoMadridSevilleValenciaLisbonPortoSan SebastianVigoZaragozaMálagaMurciaLa CoruñaGijónGiải vô địch bóng đá thế giới 2030 (Iberia) CasablancaRabatAgadirMarrakeshFezTangier Địa điểm thi đấu Spain-Portugal-Morocco 2030 (Maroc) | BarcelonaBilbaoMadridSevilleValenciaLisbonPortoSan SebastianVigoZaragozaMálagaMurciaLa CoruñaGijónGiải vô địch bóng đá thế giới 2030 (Iberia) CasablancaRabatAgadirMarrakeshFezTangier Địa điểm thi đấu Spain-Portugal-Morocco 2030 (Maroc) | Sân vận động Dragão           |
| Sức chứa: 53,289                            | BarcelonaBilbaoMadridSevilleValenciaLisbonPortoSan SebastianVigoZaragozaMálagaMurciaLa CoruñaGijónGiải vô địch bóng đá thế giới 2030 (Iberia) CasablancaRabatAgadirMarrakeshFezTangier Địa điểm thi đấu Spain-Portugal-Morocco 2030 (Maroc) | BarcelonaBilbaoMadridSevilleValenciaLisbonPortoSan SebastianVigoZaragozaMálagaMurciaLa CoruñaGijónGiải vô địch bóng đá thế giới 2030 (Iberia) CasablancaRabatAgadirMarrakeshFezTangier Địa điểm thi đấu Spain-Portugal-Morocco 2030 (Maroc) | BarcelonaBilbaoMadridSevilleValenciaLisbonPortoSan SebastianVigoZaragozaMálagaMurciaLa CoruñaGijónGiải vô địch bóng đá thế giới 2030 (Iberia) CasablancaRabatAgadirMarrakeshFezTangier Địa điểm thi đấu Spain-Portugal-Morocco 2030 (Maroc) | BarcelonaBilbaoMadridSevilleValenciaLisbonPortoSan SebastianVigoZaragozaMálagaMurciaLa CoruñaGijónGiải vô địch bóng đá thế giới 2030 (Iberia) CasablancaRabatAgadirMarrakeshFezTangier Địa điểm thi đấu Spain-Portugal-Morocco 2030 (Maroc) | Sức chứa: 50,033              |
|                                             | BarcelonaBilbaoMadridSevilleValenciaLisbonPortoSan SebastianVigoZaragozaMálagaMurciaLa CoruñaGijónGiải vô địch bóng đá thế giới 2030 (Iberia) CasablancaRabatAgadirMarrakeshFezTangier Địa điểm thi đấu Spain-Portugal-Morocco 2030 (Maroc) | BarcelonaBilbaoMadridSevilleValenciaLisbonPortoSan SebastianVigoZaragozaMálagaMurciaLa CoruñaGijónGiải vô địch bóng đá thế giới 2030 (Iberia) CasablancaRabatAgadirMarrakeshFezTangier Địa điểm thi đấu Spain-Portugal-Morocco 2030 (Maroc) | BarcelonaBilbaoMadridSevilleValenciaLisbonPortoSan SebastianVigoZaragozaMálagaMurciaLa CoruñaGijónGiải vô địch bóng đá thế giới 2030 (Iberia) CasablancaRabatAgadirMarrakeshFezTangier Địa điểm thi đấu Spain-Portugal-Morocco 2030 (Maroc) | BarcelonaBilbaoMadridSevilleValenciaLisbonPortoSan SebastianVigoZaragozaMálagaMurciaLa CoruñaGijónGiải vô địch bóng đá thế giới 2030 (Iberia) CasablancaRabatAgadirMarrakeshFezTangier Địa điểm thi đấu Spain-Portugal-Morocco 2030 (Maroc) |                               |
| Murcia                                      | BarcelonaBilbaoMadridSevilleValenciaLisbonPortoSan SebastianVigoZaragozaMálagaMurciaLa CoruñaGijónGiải vô địch bóng đá thế giới 2030 (Iberia) CasablancaRabatAgadirMarrakeshFezTangier Địa điểm thi đấu Spain-Portugal-Morocco 2030 (Maroc) | BarcelonaBilbaoMadridSevilleValenciaLisbonPortoSan SebastianVigoZaragozaMálagaMurciaLa CoruñaGijónGiải vô địch bóng đá thế giới 2030 (Iberia) CasablancaRabatAgadirMarrakeshFezTangier Địa điểm thi đấu Spain-Portugal-Morocco 2030 (Maroc) | BarcelonaBilbaoMadridSevilleValenciaLisbonPortoSan SebastianVigoZaragozaMálagaMurciaLa CoruñaGijónGiải vô địch bóng đá thế giới 2030 (Iberia) CasablancaRabatAgadirMarrakeshFezTangier Địa điểm thi đấu Spain-Portugal-Morocco 2030 (Maroc) | BarcelonaBilbaoMadridSevilleValenciaLisbonPortoSan SebastianVigoZaragozaMálagaMurciaLa CoruñaGijónGiải vô địch bóng đá thế giới 2030 (Iberia) CasablancaRabatAgadirMarrakeshFezTangier Địa điểm thi đấu Spain-Portugal-Morocco 2030 (Maroc) | Gijón                         |
| Nueva Condomina +                           | BarcelonaBilbaoMadridSevilleValenciaLisbonPortoSan SebastianVigoZaragozaMálagaMurciaLa CoruñaGijónGiải vô địch bóng đá thế giới 2030 (Iberia) CasablancaRabatAgadirMarrakeshFezTangier Địa điểm thi đấu Spain-Portugal-Morocco 2030 (Maroc) | BarcelonaBilbaoMadridSevilleValenciaLisbonPortoSan SebastianVigoZaragozaMálagaMurciaLa CoruñaGijónGiải vô địch bóng đá thế giới 2030 (Iberia) CasablancaRabatAgadirMarrakeshFezTangier Địa điểm thi đấu Spain-Portugal-Morocco 2030 (Maroc) | BarcelonaBilbaoMadridSevilleValenciaLisbonPortoSan SebastianVigoZaragozaMálagaMurciaLa CoruñaGijónGiải vô địch bóng đá thế giới 2030 (Iberia) CasablancaRabatAgadirMarrakeshFezTangier Địa điểm thi đấu Spain-Portugal-Morocco 2030 (Maroc) | BarcelonaBilbaoMadridSevilleValenciaLisbonPortoSan SebastianVigoZaragozaMálagaMurciaLa CoruñaGijónGiải vô địch bóng đá thế giới 2030 (Iberia) CasablancaRabatAgadirMarrakeshFezTangier Địa điểm thi đấu Spain-Portugal-Morocco 2030 (Maroc) | El Molinón +                  |
| Sức chứa: 31,179 Có thể mở rộng tới: 42,000 | BarcelonaBilbaoMadridSevilleValenciaLisbonPortoSan SebastianVigoZaragozaMálagaMurciaLa CoruñaGijónGiải vô địch bóng đá thế giới 2030 (Iberia) CasablancaRabatAgadirMarrakeshFezTangier Địa điểm thi đấu Spain-Portugal-Morocco 2030 (Maroc) | BarcelonaBilbaoMadridSevilleValenciaLisbonPortoSan SebastianVigoZaragozaMálagaMurciaLa CoruñaGijónGiải vô địch bóng đá thế giới 2030 (Iberia) CasablancaRabatAgadirMarrakeshFezTangier Địa điểm thi đấu Spain-Portugal-Morocco 2030 (Maroc) | BarcelonaBilbaoMadridSevilleValenciaLisbonPortoSan SebastianVigoZaragozaMálagaMurciaLa CoruñaGijónGiải vô địch bóng đá thế giới 2030 (Iberia) CasablancaRabatAgadirMarrakeshFezTangier Địa điểm thi đấu Spain-Portugal-Morocco 2030 (Maroc) | BarcelonaBilbaoMadridSevilleValenciaLisbonPortoSan SebastianVigoZaragozaMálagaMurciaLa CoruñaGijónGiải vô địch bóng đá thế giới 2030 (Iberia) CasablancaRabatAgadirMarrakeshFezTangier Địa điểm thi đấu Spain-Portugal-Morocco 2030 (Maroc) | Sức chứa: 29,029 Nâng cấp lên |
|                                             | BarcelonaBilbaoMadridSevilleValenciaLisbonPortoSan SebastianVigoZaragozaMálagaMurciaLa CoruñaGijónGiải vô địch bóng đá thế giới 2030 (Iberia) CasablancaRabatAgadirMarrakeshFezTangier Địa điểm thi đấu Spain-Portugal-Morocco 2030 (Maroc) | BarcelonaBilbaoMadridSevilleValenciaLisbonPortoSan SebastianVigoZaragozaMálagaMurciaLa CoruñaGijónGiải vô địch bóng đá thế giới 2030 (Iberia) CasablancaRabatAgadirMarrakeshFezTangier Địa điểm thi đấu Spain-Portugal-Morocco 2030 (Maroc) | BarcelonaBilbaoMadridSevilleValenciaLisbonPortoSan SebastianVigoZaragozaMálagaMurciaLa CoruñaGijónGiải vô địch bóng đá thế giới 2030 (Iberia) CasablancaRabatAgadirMarrakeshFezTangier Địa điểm thi đấu Spain-Portugal-Morocco 2030 (Maroc) | BarcelonaBilbaoMadridSevilleValenciaLisbonPortoSan SebastianVigoZaragozaMálagaMurciaLa CoruñaGijónGiải vô địch bóng đá thế giới 2030 (Iberia) CasablancaRabatAgadirMarrakeshFezTangier Địa điểm thi đấu Spain-Portugal-Morocco 2030 (Maroc) |                               |
| Málaga                                      | Zaragoza | Vigo | La Coruña | Las Palmas | San Sebastián                 |
| La Rosaleda +                               | La Romareda + | Balaídos + | Riazor + | Sân vận động Gran Canaria + | Sân vận động Anoeta           |
| Sức chứa: 30,044 Có thể mở rộng tới: 45,000 | Sức chứa: 33,608 Có thể mở rộng tới: 42,500 | Sức chứa: 29,000 Có thể mở rộng tới: 41,900 | Sức chứa: 32,660 Có thể mở rộng tới: 48,000 | Sức chứa: 32,392 Có thể mở rộng tới: 44,682 | Sức chứa: 40,000              |
|                                             | | | | |                               |
| Rabat                                       | Casablanca | Tangier | Agadir | Marrakech | Fes                           |
| Sân vận động Hoàng tử Moulay Abdellah +     | Grand Stade de Casablanca * | Sân vận động Ibn Batouta + | Sân vận động Adrar + | Sân vận động Marrakesh + | Sân vận động Fez +            |
| Sức chứa: 53,000 Có thể mở rộng tới: 69,500 | Sức chứa: 93,000 | Sức chứa: 65,000 Có thể mở rộng tới: 88,000 | Sức chứa: 45,480 Có thể mở rộng tới: 70,000 | Sức chứa: 45,240 | Sức chứa: 45,000              |
|                                             | | | | |                               |

### Thành phố đăng cai các trận đấu kỷ niệm 100 năm FIFA World Cup
| Montevideo       | Buenos Aires             | Luque                 | AsunciónBuenos AiresMontevideo World Cup 2030 (Nam Mỹ) | AsunciónBuenos AiresMontevideo World Cup 2030 (Nam Mỹ) |
| Centenario       | Antonio Vespucio Liberti | Sân vận động Conmebol | AsunciónBuenos AiresMontevideo World Cup 2030 (Nam Mỹ) | AsunciónBuenos AiresMontevideo World Cup 2030 (Nam Mỹ) |
| Sức chứa: 60,000 | Sức chứa: 83,000         | Sức chứa: 60,000      | AsunciónBuenos AiresMontevideo World Cup 2030 (Nam Mỹ) | AsunciónBuenos AiresMontevideo World Cup 2030 (Nam Mỹ) |
| borde            |                          |                       | AsunciónBuenos AiresMontevideo World Cup 2030 (Nam Mỹ) | AsunciónBuenos AiresMontevideo World Cup 2030 (Nam Mỹ) |

## Các đội bóng

### Vòng loại
Tất cả sáu quốc gia chủ nhà sẽ đủ điều kiện tham dự World Cup.
- Tây Ban Nha (đồng chủ nhà)
- Bồ Đào Nha (đồng chủ nhà)

- Maroc (đồng chủ nhà)

Đội vượt qua vòng loại
Đội vẫn trong quá trình vượt qua vòng loại
Đội không vượt qua vòng loại
Đội rút lui hoặc đình chỉ
Không là thành viên của FIFA

- Argentina (đồng chủ nhà trận khai mạc)
- Paraguay (đồng chủ nhà trận khai mạc)
- Uruguay (đồng chủ nhà trận khai mạc)